# (6077) Messner
(6077) Messner (1980 TM) – planetoida z pasa głównego asteroid okrążająca Słońce w ciągu 4,67 lat w średniej odległości 2,79 j.a. Odkryta 3 października 1980 roku.